# 演神
『演神』（えんじん）は、藤澤勇希による日本の漫画。『ビッグコミックスピリッツ』（小学館）にて連載された。ただし、単行本は双葉社のアクションコミックスレーベルより刊行されている。
映画俳優帝 恭志の怪演と型破りな仕事ぶりを描いた作品。全9話、前後編・前中後編を含む6エピソードからなる。
特徴としては、スクリーントーンを極力使わず、ベタとカケアミ・斜線を駆使して陰影を強調した画風が挙げられる。

## 登場人物
帝 恭志（みかど きょうじ）
本編の主人公。長身痩躯、ダークスーツとサングラスがトレードマーク。「クレージー」と評される程のコワモテの役者。演技以外では相手を問わず丁寧な口調で話す。
もっぱら悪役を得意とする俳優だが、役作りには妥協を許さずにリアリティを追求し、真に迫った演技を披露する。
セイ
帝のマネージャー。性別不明だがオカマっぽい口調で話す。テクノカットとザマス眼鏡が特徴。帝とは「恭志ちゃん」「セイさん」と呼び合う仲。
カズシ
帝の後輩。同じ事務所に所属する若手俳優で、帝の付き人も兼ねている。バンダナ（もしくはヘアバンド）とサングラスがトレードマーク。

## 書誌情報
- 藤澤勇希 『演神』 双葉社〈アクションコミックス〉全1巻 
  - 1995年7月28日発行 ISBN 4-575-82072-5